# Zarhopalus corvinus
Zarhopalus corvinus är en stekelart som först beskrevs av Girault 1915.  Zarhopalus corvinus ingår i släktet Zarhopalus och familjen sköldlussteklar. Inga underarter finns listade i Catalogue of Life.